# Jogo eletrônico de construção de cidade

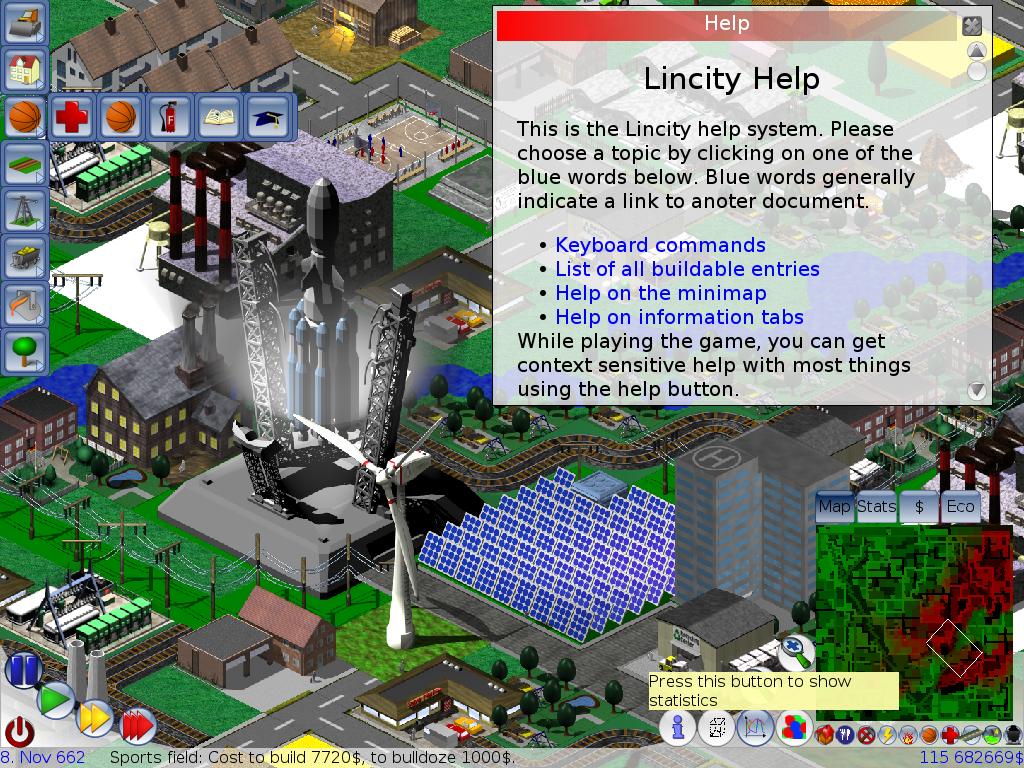
Lincity é um jogo de construção de cidades

Jogos eletrônicos de construção de cidade é um tipo de jogo eletrônico que faz parte do gênero estratégia e simulação, onde os jogadores atuam como planejadores globais e/ou líderes de uma cidade.
Jogos como SimCity, Cities XL e Cities: Skylines são exemplos de jogos de construção de cidade e gerenciamento. Sem falar de TheoTown, um jogo de celular de construir cidade em 16 bits.

## História
O primeiro jogo eletrônico de construção de cidades foi The Sumerian Game (1964), criado por Mabel Addis, inspirado na cidade Suméria de Lagash. Foi posteriormente adaptado para The Sumer Game (1968), mais tarde conhecido como Hamurabi.
O gênero foi estabelecido em 1989 com SimCity, que focou mais no crescimento contínuo da cidade que uma condição definida de vitória. Os jogadores aplicavam suas preferências pessoais quanto ao planejamento e ao crescimento da cidade. Os indicadores de sucesso eram a manutenção de um balanço orçamentário positivo e a satisfação dos cidadãos. As edições subsequentes de SimCity logo se seguiram, quando o alto número de vendas demonstrou a popularidade do jogo.
O primeiro jogo de simulação, Utopia (1982), desenvolvido para o console Mattel Intellivision, fez uso de muitos desses mesmos elementos, mas foi limitado pelas resoluções de tela primitivas da época. Diferentemente dos milhares de espaços individuais possíveis alguns anos mais tarde em SimCity, cada ilha em Utopia possuía apenas 29 espaços, que podiam ser usados para construir escolas, fábricas e outras construções. A pontuação do jogador era baseada no bem-estar de seu povo.
Um segundo impulso na popularidade do gênero veio em 1993, com o lançamento de vários jogos. Dentre eles, The Settlers, que se passa na era medieval; e estimula um assentamento complexo e uma dinâmica de sistema econômico, revolucionário para a época. O jogo deu início a uma série que continua desde então. No mesmo ano, um jogo de grande sucesso que modelava cidades na Roma Antiga foi publicado: Caesar. Títulos posteriores da City Building Series seguiram, todos estimulando cidades em civilizações antigas.
O jogo para computador Stronghold apareceu também em 1993; e foi anunciado como "SimCity encontra Dungeons & Dragons em 3D". Elfos, humanos e duendes construíam bairros, cada um com sua arquitetura única dentro da cidade do jogador. O título também tinha elementos de jogos de estratégia em tempo real quando os inimigos atacavam a cidade. A linha entre jogos de construção de cidade e estratégia em tempo real é frequentemente embaçada por conta desse tipo de jogo híbrido. Gráficos 3D verdadeiros ainda não eram possíveis à época, então o 3D anunciado era, na verdade, o uso de gráficos 2D (uma projeção isométrica) com terreno gerado matematicamente e bitmaps e sprites sobrepostos.
A série Anno começou em 1998 e estabeleceu um nível alto de detalhes gráficos, bem como uma simulação econômica intensa e uma jogabilidade distinta.
SimCity 4, lançado em 2003, foi enaltecido como um parâmetro entre construtores de cidade e continua sendo largamente tido como um dos melhores jogos do gênero, apesar de sua complexidade e curva de aprendizado íngreme. Jogos subsequentes da série tentaram consertar isso, como o SimCIty Societies (2007), que não aprofundou a jogabilidade juntamente à linha de simulação da cidade, mas incorporou diferentes elementos, como gerenciamento social. As mudanças na fórmula polarizaram tanto críticos quanto fãs da série. O relançamento, SimCity, tentou trazer a franquia de volta às suas raízes mas foi criticado por críticos e fãs tradicionais por requisitos online forçados, bugs na simulação, conteúdo prometido ausente e restrições quanto ao tamanho da cidade. O enfraquecimento da dominância da franquia no gênero levou a diversas outras empresas a lançarem jogos com o mesmo tema, como Cities XL (2009). O jogo Cities: Skylines, publicado em 2015, é largamente reconhecido como o melhor simulador de construção de cidade até o momento, e fez muito sucesso entre o público do gênero.
Começando com Anno 2070 em 2011, continuado por Anno 2205 em 2015 e enfatizado por Surviving Mars e Frostpunk em 2018, temáticas futuristas voltaram a ser bastante populares entre o público do gênero.
Com o crescimento de jogos de rede social, jogos mobile, freemium e o modelo de micro transações na década de 2010 têm tido um grande aumento de jogos casuais de construção de cidade com diferentes mecanismos, como o elemento "produza e evolua" baseado em tempo, incluindo CityVille, SimCity Buildit e City Island. Apesar do fato de que a maioria dos seguidores tradicionais do gênero não gosta desses jogos, eles têm ganhado maior sucesso comercial ao redor do mundo do que muitos jogos eletrônicos de construção de cidade anteriores.

Outra tendência de desenvolvimento é a crescente popularidade de jogos de construção de cidade por desenvolvedores independentes, como o Islanders (2019) ou o Townscaper (2020), com suas jogabilidades simples e intuitivas. Jogos sandbox, como o popular Minecraft (publicado em 2011), oferecem elementos que são comuns a vários jogos de construção de cidade.